# ヴィッサリオン

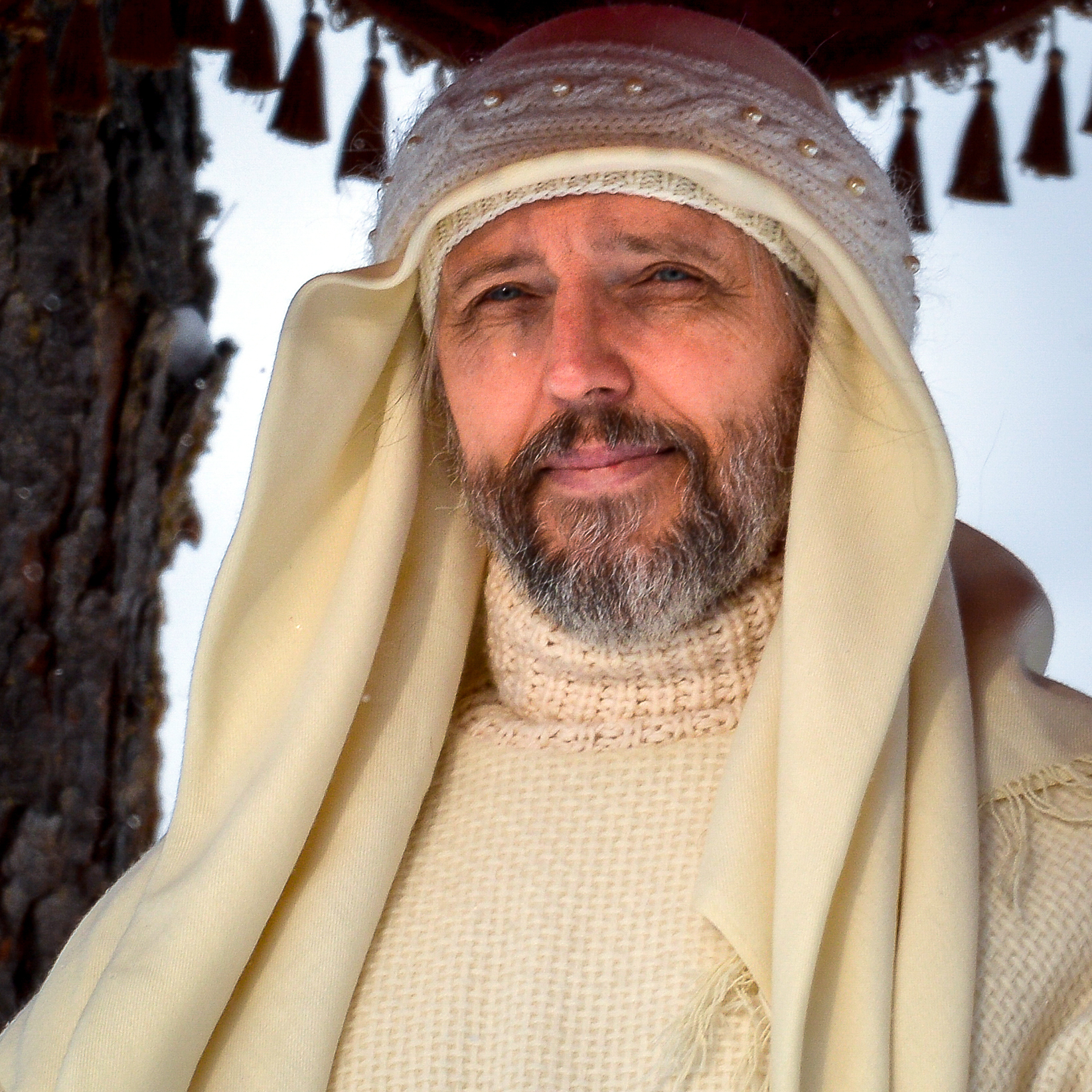
2020年

ヴィッサリオン（英語: Vissarion、ロシア語: Виссарио́н; IPA: [vʲɪsərʲɪˈon]、1961年1月14日 - ）は、ロシアの元警察官、宗教家。
ヴィサリオン、ビサリオンなどいくつか表記揺れがある。本名はセルゲイ・アナトリエヴィッチ・トロップ（Sergej Anatolʹevič Torop、Серге́й Анато́льевич То́роп）。宗教団体『最後の教会』の創設者。

## 概要
元々交通警察官をしていた。1990年8月18日の29歳のとき、『霊的な覚醒』をした。1年後にはミヌシンスクで初の講演を行い、のちに世界中で1万人以上の信者を集め、うち4000人近くがシベリアの集落に居住している。著書に『最後の遺言』がある。